# Pablo Derqui
Pablo Derqui Maestre (Barcelona, España, 10 de agosto de 1976) es un actor español de teatro, cine y televisión.

## Carrera
Nacido en Barcelona en 1976, Pablo Derqui es licenciado en Humanidades (Universidad Pompeu Fabra, 1998) e Interpretación (Instituto del Teatro, 2003), y habla castellano, catalán, inglés y francés. Ha trabajado en cine y televisión, aunque es en el ámbito teatral en el que más se ha desarrollado. Residente en Barcelona, la popularidad a nivel nacional le llegó al participar en series como Hispania o El síndrome de Ulises. Interpretó al rey Enrique IV de Castilla en la primera temporada de la serie de TVE Isabel.
En 2017 participó en el Festival de Teatro Clásico de Mérida con la obra Calígula de Albert Camus, interpretando el papel principal, el del propio emperador romano.

## Televisión
| Año         | Título                          | Personaje                    | Cadena         | Datos         |
| ----------- | ------------------------------- | ---------------------------- | -------------- | ------------- |
| 2002        | Temps de silenci                | Pere Codina                  | TV3            | 5 episodios   |
| 2003        | Majoria absoluta                | Guillem                      | TV3            | 5 episodios   |
| 2003        | Pets-and-pets.com               | Axel                         | TV3            | 13 episodios  |
| 2005 - 2007 | Porca misèria                   | Sergi                        | TV3            | 7 episodios   |
| 2007 - 2010 | Ventdelplà                      | Enric Comelles               | TV3            | 190 episodios |
| 2007 - 2008 | El síndrome de Ulises           | Andrés Santaolaya            | Antena 3       | 21 episodios  |
| 2010 - 2012 | Hispania                        | Héctor                       | Antena 3       | 17 episodios  |
| 2012        | Isabel                          | Enrique IV de Castilla       | La 1           | 13 episodios  |
| 2012        | Kubala, Moreno i Manchón        | Bernat                       | TV3            | 1 episodio    |
| 2013        | Descalç sobre la terra vermella | Daniel                       | TV3            | 2 episodios   |
| 2016 - 2017 | Nit i dia                       | Lluís Forés                  | TV3            | 17 episodios  |
| 2017        | Pulsaciones                     | Alejandro "Alex" Puga Solano | Antena 3       | 10 episodios  |
| 2018        | La catedral del mar             | Juan Estañol                 | Antena 3 y TV3 | 5 episodios   |
| 2018        | Vida privada                    | Guillem de Lloberola         | TV3            | 2 episodios   |
| 2018        | Si no t'hagués conegut          | Eduard Marina                | TV3            | 10 episodios  |
| 2019        | La caza. Monteperdido           | Álvaro Montrell              | La 1           | 8 episodios   |
| 2019        | Hernán                          | Sacerdote                    | Prime Video    | 1 episodio    |
| 2020        | La línea invisible              | Chamorro                     | Movistar+      | 5 episodios   |
| 2020 - 2021 | Benidorm                        | Antonio "Tony"               | Antena 3       | 8 episodios   |
| 2020        | Dime quién soy                  | Santiago                     | Movistar+      | ¿? episodios  |
| 2022        | Historias para no dormir        | Marcos                       | Prime Video    | 1 episodio    |
| 2023        | El cuerpo en llamas             | Fiscal                       | Netflix        | 2 episodios   |
| 2024        | Desde el mañana                 | Nacho Aizpurúa Thompson      | Disney+ / La 1 | 8 episodios   |
| 2025        | Su Majestad                     | Rey Alfonso XIV              | Prime Video    |               |

## Cine
| Año  | Película                                        | Personaje          | Director              | Género           | Duración |
| ---- | ----------------------------------------------- | ------------------ | --------------------- | ---------------- | -------- |
| 2024 | Anatema                                         | Padre Angel        | Jimina Sabadú         | Terror           |          |
| 2022 | Los renglones torcidos de Dios                  |                    | Oriol Paulo           | Drama/Thriller   |          |
| 2021 | Berenàveu a les fosques                         | Ramón              | Sílvia Quer           | Drama            | 1h 37m   |
| 2021 | Dos                                             | David              | Mar Targarona         | Intriga          | 1h 21m   |
| 2020 | La Vampira de Barcelona                         | Fuster             | Lluís Danés           | Drama/Suspense   | 1h 46m   |
| 2018 | La mujer del siglo                              | Faustino Morgadas  | Silvia Quer           | Drama            | 1h 30m   |
| 2017 | Los hijos del sol (cortometraje)                | Dr.Calvet          | Ramon Costafreda      | Drama            | 5m       |
| 2016 | Neruda                                          | Víctor Pey         | Pablo Larraín         | Drama/Biográfico | 1h 47m   |
| 2016 | María (y los demás)                             | Jorge              | Nely Reguera          | Drama            | 1h 36m   |
| 2015 | Sabrás qué hacer conmigo                        | Nicolás            | Katina Medina Mora    | Drama            | 1h 26m   |
| 2014 | El cafè de la Marina                            | Claudi             | Sílvia Munt           | Drama/Romance    | 1h 25m   |
| 2010 | Los ojos de Julia                               | Ángel              | Guillem Morales       | Terror/Thriller  | 1h 52m   |
| 2009 | Del amor y otros demonios                       | Cayetano           | Hilda Hidalgo         | Drama            | 1h 35m   |
| 2009 | Expulsados 1609, la tragedia de los moriscos    | Juan               | Miguel E. López Lorca | Drama/Documental | 1h 24m   |
| 2008 | Mano muerta llama a la puerta                   | Jan                | Ramón Costafreda      | Comedia          | 1h 26m   |
| 2007 | Barcelona (un mapa)                             | David              | Ventura Pons          | Drama            | 1h 30m   |
| 2007 | Lo mejor de mí                                  | David              | Roser Aguilar         | Drama            | 1h 18m   |
| 2007 | Fuerte Apache                                   | Ramón Cases        | Mateu Adrover         | Drama            | 1h 37m   |
| 2006 | Salvador                                        | Jordi              | Manuel Huerga         | Drama            | 2h 14m   |
| 2004 | El habitante incierto                           | Policía 1          | Guillem Morales       | Terror/Thriller  | 1h 30m   |
| 2003 | Las maletas de Tulse Luper: La historia de Moab | Luper audicionista | Peter Greenaway       | Aventuras        | 2h 07m   |

## Teatro
- Un tranvía llamado Deseo de Tennessee Williams. Dir. David Serrano de la Peña (2025).
- La dansa de la Venjança de Jordi Casa. Dir. Pere Riera (2019).
- Calígula de Albert Camus. Dir. Mario Gas (2017).
- L'ànec salvatge de Henrik Ibsen. Dir. Julio Manrique (2017).
- Una giornata particolare de Ettore Scola and Ruggero Maccari. Dir. Oriol Broggi (2015-2016).
- Desde Berlín. Tributo a Lou Reed de Juan Villoro, Juan Cavestany y Pau Miró. Dir. Andrés Lima (2014-2015).
- L'Orfe del clan dels Zhao de Ji Junxiang. Dir. Oriol Broggi (2014-2015).
- Un enemic del poble de Henrik Ibsen. Dir. Miguel del Arco (2014).
- 28 i mig de Jeroni Rubió. Dir. Oriol Broggi (2013).
- Roberto Zucco de Bernard-Marie Koltès. Dir. Julio Manrique (2013).
- Hedda Gabler de Henrik Ibsen. Dir. David Selvas (2012-2013).
- Mort d'un viatjant de Arthur Miller. Dir. Mario Gas (2009).
- Unes veus de Joe Penhall. Dir. Marta Angelat (2007-2008).
- Tenim un problema! de Frank Vickery. Dir. Àngel Llàcer (2005-2006).
- La màgia dels Ki-Kids de Àngel Llàcer and Roser Pujol. Dir. Àngel Llàcer (2005-2006).
- Bodas de sangre de Federico García Lorca. Dir. Antonio Calvo (2004).
- Ja en tinc 30 de Jordi Silva. Dir. Àngel Llàcer (2004).
- Porno de Dani Salgado. Dir. Dani Salgado (2004).
- Warholand de Dani Salgado. Dir. Dani Salgado (2003).
- La tempesta de William Shakespeare. Dir. Sílvia Ferrando (2003).
- Els justos de Albert Camus. Dir. Sílvia Ferrando (2003).
- Tatuatge de Dea Loher. Dir. Pep Pla (2002-2003).
- Sobre Pasolini de Pier Paolo Pasolini. Dir. Sílvia Ferrando (2002).
- Paraula de Bergman de Ingmar Bergman. Dir. Sílvia Ferrando (2002).
- La vuelta al día en 80 mundos de Julio Cortázar. Dir. Sílvia Ferrando (2002).

## Premios y nominaciones
- 2007: Premio Butaca al Mejor actor teatral, por Unes Veus (Ganador)
- 2007: Premio Butaca al Mejor actor de cine, por Barcelona (un mapa) (Nominado)
- 2009: Biznaga de Plata del Festival de Cine Español de Málaga (Sección Cortometrajes) al Mejor actor, por Aviones (Ganador)
- 2009: Premio Butaca al Mejor actor de reparto teatral, por Mort d'un viatjant (Ganador)
- 2009: Mención Especial del Festival Internacional de Cine de Gijón, por su interpretación en Pablo (Ganador)
- 2010: Trofeo Caja Madrid a la mejor interpretación masculina en el Festival de Cine de Alcalá de Henares por Pablo.
- 2010: Premio del Festival Europeo de Cortometrajes Villamayor de Cine al Mejor interpretación masculina (ex aequo con José Ángel Egido), por Pablo (Ganador)
- 2010: Premio AISGE del Concurso Iberoamericano de Cortometrajes Versión Española-SGAE al Mejor actor, por Pablo (Ganador)
- 2012: Premio ACE de Nueva York al mejor actor secundario por Isabel (Ganador)
- 2012: Premio de la Unión de Actores al mejor actor protagonista de TV por Isabel (Nominado)

Pabloderqui web. Representante Montse Tixé